# Białojany
Białojany (deutsch Biallojahnen, 1935–1945 Weißhagen) ist ein Dorf in der polnischen Woiwodschaft Ermland-Masuren, das zur Gmina Ełk (Landgemeinde Lyck) im Powiat Ełcki (Kreis Lyck) gehört.

## Geographische Lage
Białojany liegt im südlichen Osten der Woiwodschaft Ermland-Masuren, zwölf Kilometer südwestlich der Kreisstadt Ełk (Lyck).

## Geschichte
Das kleine aus mehreren Gehöften bestehende Dorf Biallojahnen wurde 1539 erstmals erwähnt. Zwischen 1874 und 1945 war es in den Amtsbezirk Baitkowen (polnisch Bajtkowo) eingegliedert, der – 1938 in Amtsbezirk Baitenberg umbenannt – zum Kreis Lyck im Regierungsbezirk Gumbinnen (ab 1905 Regierungsbezirk Allenstein) in der preußischen Provinz Ostpreußen gehörte.
Im Jahre 1910 verzeichnete Biallojahnen 77 Einwohner, im Jahre 1933 waren es 76. Aufgrund der Bestimmungen des Versailler Vertrags stimmte die Bevölkerung im Abstimmungsgebiet Allenstein, zu dem Biallojahnen gehörte, am 11. Juli 1920 über die weitere staatliche Zugehörigkeit zu Ostpreußen (und damit zu Deutschland) oder den Anschluss an Polen ab. In Biallojahnen stimmten 40 Einwohner für den Verbleib bei Ostpreußen, auf Polen entfielen keine Stimmen.
Am 29. Juli 1935 wurde Biallojahnen in Weißhagen umbenannt. Die Einwohnerzahl belief sich im Jahre 1939 auf 81.
In Kriegsfolge wurde das Dorf 1945 mit dem gesamten südlichen Ostpreußen an Polen überstellt und erhielt die polnische Namensform Białojany. Es ist heute Sitz eines Schulzenamtes (polnisch Sołectwo), in das auch der Nachbarort Zdedy (Sdeden, 1938–1945 Stettenbach) einbezogen ist. Damit gehört das Dorf zum Verbund der Gmina Ełk (Landgemeinde Lyck) im Powiat Ełcki (Kreis Lyck), bis 1998 der Woiwodschaft Suwałki, seither der Woiwodschaft Ermland-Masuren zugehörig.

## Religionen
Biallojahnen war bis 1945 in die evangelische Pfarrgemeinde Baitkowen in der Kirchenprovinz Ostpreußen der Evangelischen Kirche der Altpreußischen Union sowie in die katholische Pfarrgemeinde in Lyck im Bistum Ermland eingepfarrt.
Heute gehört Białojany katholischerseits zur Pfarrei Bajtkowo im Bistum Ełk der Römisch-katholischen Kirche in Polen. Die evangelischen Einwohner halten sich zur Kirchengemeinde in der Kreisstadt Ełk, einer Filialgemeinde der Pfarrei Pisz (polnisch Johannisburg) in der Diözese Masuren der Evangelisch-Augsburgischen Kirche in Polen.

## Verkehr
Białojany liegt ein wenig abseits vom Verkehrsgeschehen an einer Nebenstraße, die Mostołty (Mostolten) mit Rymki (Rymken, 1938–1945 Riemken) verbindet. Eine Bahnanbindung besteht nicht.